# 피버토퓨처
피버토 퓨처(일본어: フィーバーとフューチャー 피버와 퓨처[*])는 기간 한정 유닛 GYM의 싱글이다. 중화민국과 타이에서도 발매되었다.

## Kitty GYM
Kitty GYM (키티 체육관)는 후지 TV에서 2006년 8월 18일 ~ 9월 10일 방송 된 《여자 발리볼 월드 그랑프리 2006》의 스페셜 서포터를 맡은 기간 한정 유닛이다. 자니즈 주니어의 멤버 4명에 의한 "Kitty"와 NEWS의 야마시타 토모히사와 태국의 형제 아이돌 골프 앤 마이크(GOLF & MIKE)의 3명에 의한 "GYM"의 2개의 그룹으로 구성되어있다.
또한 멤버의 키타야마 히로미츠(K), 이노오 케이(i), 토츠카 쇼타 (tt), 야오토메 히카루(y)의 이니셜 첫자를 따르고 있다. "GYM"은 GOLF (G), 야마시타 토모히사 (Y), MIKE (M)의 약자, 영어로는 "체육관"의 의미로, 쟈니 키타가와가 직접 지었다.

### 출연
- 후지 TV 《여자 발리볼 월드 그랑프리 2006》 스페셜 서포터
- 후지 TV 《힘내라 야나기모토 재팬! Kitty GYM의 배구 de피버!》 외 다수

## 앨범 소개
〈피버와 퓨처〉는 후지 TV 《배구 월드 그랑프리 2006》의 이미지 송이다.
곡안의 야마시타 토모히사가 "잇챠이나요!"라고 외치는 대사는 레코딩때 쟈니 키타가와가 뭔가 허전하다며, "You, 뭐든지 말해버려"라는 한마디에 의해 갑작스레 이뤄진 것이다. 그 순간에 뭐라고 말할까 잠시 생각한 야마시타가, 쟈니 키타가와의 말 그대로 "잇챠이나요!"라고 했더니 CD에 수록되었다.
《배구 월드 그랑프리 2006》 관련 프로그램 후지 TV 《HEYx3 MUSIC CHAMP》에서는 "Kitty"가 코러스 백댄서로 출연했다. NHK 《더 소년 구락부》에서는 골프 앤 마이크 (GOLF & MIKE)의 부분은 태국어로 불렸다.
이후 TV 아사히 《뮤직 스테이션》에서는 야마시타 솔로로써 출연. 《배구 월드 그랑프리 2006》가 종료후의 출연이었기 때문에 이미 태국으로 돌아간 골프 앤 마이크 (GOLF & MIKE)의 파트를 "Kitty"가 불렀다.
야마시타는 이 싱글로 NEWS의 싱글 앨범 6작품, 슈지와 아키라의 싱글 〈청춘 아미고〉, 솔로 싱글 〈다이테 세뇨리타〉를 포함해 오리콘 차트 9작품 연속 1위를 기록했다.

## 수록곡

### 초회 한정반
1. 피버와 퓨처 (フィーバーとフューチャー) - GYM
  - 작사 : HUB, A to Z / 작곡 : 타니모토 새로운 / 편곡 : 쿠로사와 나오야, 야자키 슌스케
2. 방과후 블루스 (放課後ブルース) - 야마시타 토모히사 솔로곡.
  - 작사·작곡 : 야마시타 토모히사 / 편곡 : 마에지마 야스야키
3. Run for your love - 골프 앤 마이크 (GOLF & MIKE)
  - 작사·작곡·편곡 : Shusui, Stefan Aberg

- 특전 DVD

1. "피버와 퓨처" Music Clip
2. 메이킹 오프 샷
3. GYM 스페셜 인터뷰

### 통상반
1. 피버와 퓨처 (フィーバーとフューチャー) - GYM
2. 방과후 블루스 (放課後ブルース) - 야마시타 토모히사 솔로곡.
  - 작사·작곡 : 야마시타 토모히사 / 편곡 : 마에지마 야스야키
  - 작사·작곡·편곡 : Shusui, Stefan Aberg
3. My Angel - GYM
  - 작사 : 타니후지 리츠코, zopp / 작곡·편곡 : Shusui, Stefan Engblom, Axel Bellinder, Per Lundberg
4. 피버와 퓨처 (フィーバーとフューチャー) - 오리지널 가라오케

## 차트 최고 순위
- 주간 최고 순위 1위 (오리콘)
- 2006년 9월도 월간 순위 2위 (오리콘)
- 2006년도 연간 순위 25위 (오리콘)